# Association Electronique Libre
De Association Electronique Libre (AEL) is een Belgische vereniging die is opgezet voor de bescherming van fundamentele rechten in de informatiemaatschappij, waaronder de volgende zaken:
- Vrije software
- Vrijheid van meningsuiting en persvrijheid
- Privacy
- Anonimiteit
- Open en gelijke toegang tot de netwerken
- Open standaarden

AEL-activisten zijn beschikbaar voor het geven van lezingen in België en andere landen. Verder houdt AEL de wetgeving  in de gaten, zoals de EUCD, de DMCA, de softwarepatentwetgeving en privacywetgeving. AEL promoot het gebruik van vrije software en cryptografie.